# Festival international du film de Thessalonique 1999
Le Festival international du film de Thessalonique 1999 fut la 40e édition du Festival international du film de Thessalonique. Elle se tint du 12 au 21 novembre 1999.

## Jury
- Président : Tonino Guerra
- Jurés :
  - Vibeke Windeløv
  - Elaine Cassidy
  - János Szász
  - Michel Ciment
  - Srđan Karanović
  - Christodoulos Halaris

## Films sélectionnés
- En ouverture :
- En clôture :

### Sélection grecque
- Peppermint (Kostas Kapakas)
- Tο καναρινί Ποδήλατο (To kanarini podilato, La Bicyclette jaune du canari)
- Les Quatre Saisons de la loi (H Eαρινή Σύναξις των Aγροφυλάκω) (Dimos Avdeliodis)
- La Cerisaie (Michael Cacoyannis)
- Le Charme discret des hommes (Olga Malea)

## Palmarès

### Palmarès international
- Zhang Yang (Zhang Yang) : Alexandre d'or
- Garage Olimpo (Marco Bechis) : Alexandre d'argent
- Justin Kerrigan (Human Traffic) : meilleur réalisateur
- Atef Hetata (Al abwab al moghlaka) et Laurent Cantet et Gilles Marchand (Ressources humaines) : meilleur scénario ex æquo
- Sawsan Badr (en) (Al abwab al moghlaka) : meilleure actrice
- Jean-Pierre Darroussin (Qui plume la lune ?) : meilleur acteur
- Return of the Idiot (en) (Sasa Gedeon (en)) : prix artistique
- The Dream Catcher (en) Paddy Connor (acteur) et Terry Stacey (image) : Mentions spéciales

### Palmarès grec
- Peppermint (Kostas Kapakas) : Meilleur film, meilleur jeune réalisateur, meilleur scénario, meilleure actrice
- Tο καναρινί Ποδήλατο (To kanarini podilato, La Bicyclette jaune du canari) (Dimitris Stavrakas) : Second meilleur film, meilleur acteur
- Les Quatre Saisons de la loi (H Eαρινή Σύναξις των Aγροφυλάκω) (Dimos Avdeliodis) : Meilleur réalisateur, troisième meilleur film
- La Cerisaie (Michael Cacoyannis) : meilleure image, meilleurs costumes, meilleurs décors